# William J. Kirkpatrick
William J. Kirkpatrick, född 1838 på Irland, död 1921, bosatt sedan unga år i USA. Kompositör som tillsammans med John R Sweney utgav 87 sångsamlingar. Han finns representerad i Frälsningsarméns sångbok 1990 (FA) och Sånger till Jesu ära från 1898.

## Sånger
- För världens frälsning (FA nr 484) tonsatt okänt årtal
- Har du ankarfäste (FA nr 548) tonsatt okänt årtal
- Himmelsk glädje kan du äga (FA nr 491)
- Kom som du är till Jesus (Andliga sånger, Örebromissionen, 1936. Nr 209.) Tonsatt okänt årtal Finns på Wikisource.
- O, sprid det glada bud (FA nr 742) tonsatt 1884
- På sitt kors på Golgata Jesus dog för dig och mig (FA nr 733) tonsatt okänt årtal
- Två mig, o Herre, så vit såsom snö (FA nr 449) tonsatt okänt årtal